# 클라라 렘리히

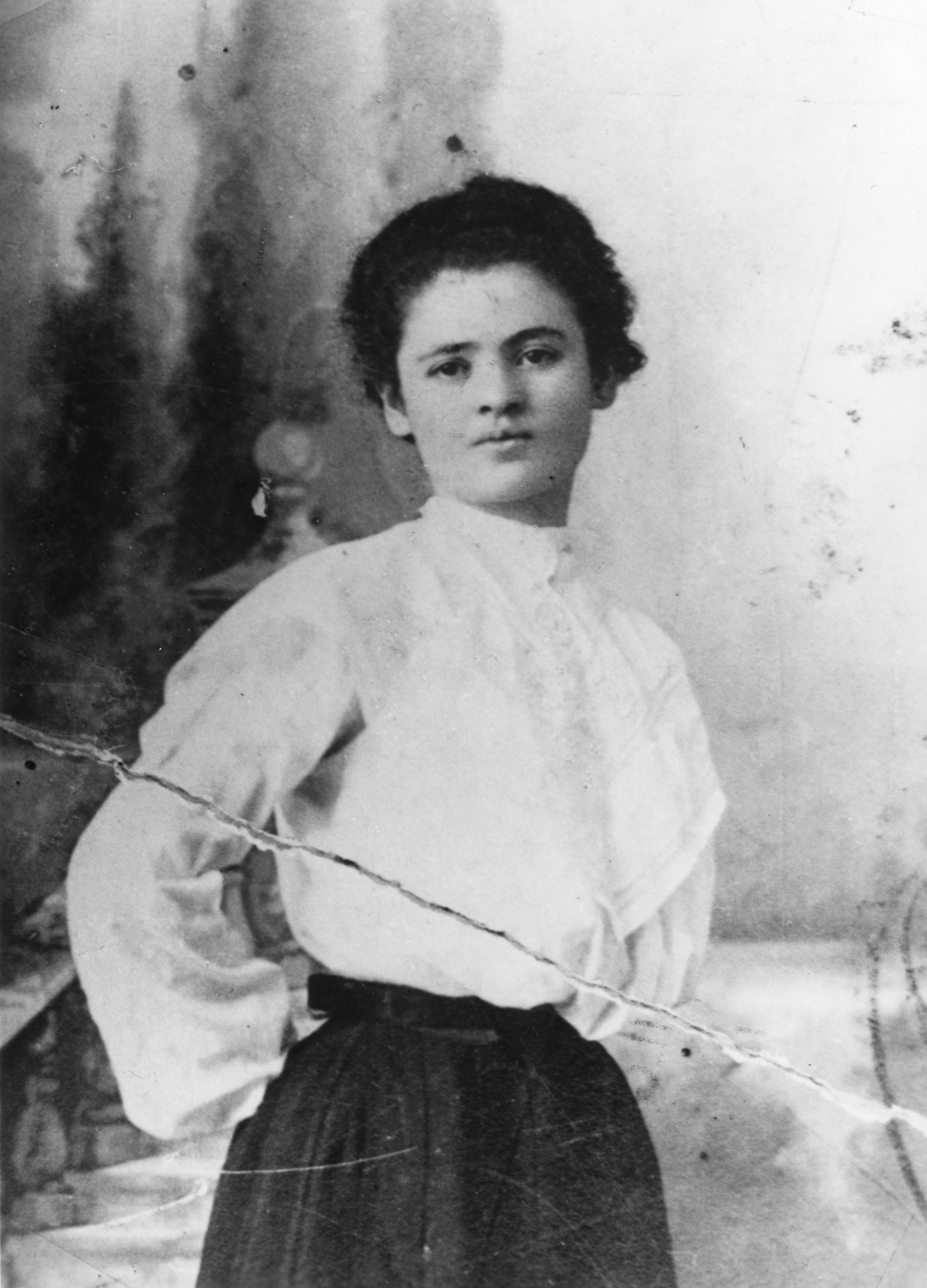
1910년의 클라라 렘리히.

클라라 렘리히 셰이블슨(영어: Clara Lemlich Shavelson: 1886년 3월 28일-1982년 7월 12일)는 미국의 노동운동가다. 국제숙녀복노동자조합 소속으로 1909년 뉴욕시 의복공장 여성노동자들의 대규모 파업인 2만인 봉기의 주동자였다. 노조 활동으로 인해 취업 블랙리스트에 올라가자 미국 공산당에 입당해서 소비자 운동을 벌였다.
1886년 3월 28일 우크라이나 고로도크의 유대인 가정에서 태어났다. 이디시어를 구사하는 유대인촌에서 성장한 렘리히는 부모의 반대에도 불구하고 러시아어를 공부하고, 책값을 벌기 위해 삯바느질을 했다. 한 이웃에게 혁명서적을 소개받은 뒤 렘리히는 열렬한 사회주의자가 되었다. 키시뇨프 포그롬 발생 이후 일가족이 모두 미국으로 이민갔다(1903년).
렘리히는 뉴욕에 상륙하자마자 의복공장에 일자리를 구했다. 의복공장의 노동환경은 한 세기를 꺾으면서 더 나빠져 있었는데, 재봉틀이 발명되자 고용주들이 노동자들에게 두 배의 생산량을 올릴 것을 요구했기 때문이다. 그래서 노동자들은 종종 자비로 자기 재봉틀을 마련해서 들고 다니며 일을 해야 했다. 렘리히는 긴 노동시간, 낮은 임금, 승진 기회 부재, 십장들의 모욕적 대우 등에 반발하여 여러 동료 노동자들과 함께 들고 일어났다. 렘리히는 국제숙녀복노동자조합(ILGWU)에 가맹하였고, ILGWU 25번 지회 집행위원으로 선출되었다.
렘리히는 곧 동료 노동자들 사이에 이름을 날렸고, 여러 차례 여성복 업체 파업을 주도하는 동시에 남자 노동자들 일색인 노조 지도부에 도전하여 여성 의복노동자들을 조직화하도록 했다. 대담한 성격과 적절한 매력(특히 노래부르는 목소리가 아름다운 것으로 유명했다), 그리고 자발적이고 용감한 품성(1909년 기업주들에게 고용된 깡패들이 시위대를 공격해오자 몸으로 막으면서 갈빗대 여러 대가 부러지고도 이탈하지 않고 대오로 돌아갔다)이 모두 그의 무기였다.
1909년 11월 22일 쿠퍼 유니언에서 열린 대중집회에서 자리에서 트라이앵글 셔츠웨이스트사와 레이서슨사의 의복노동자들의 파업에 지지를 호소하면서 노동계 바깥에도 이름을 알렸다. 이 때 두 시간에 걸쳐 미국 노동계와 사회주의 운동의 주요 인사들이 연대와 준비의 필요성에 관한 보편적인 이야기를 늘어놓았는데, 발언기회를 요청한 렘리히가 단상 위로 올라가서 이렇게 말했다.
연사 여러분의 말씀 모두 들었지만, 더 이상 말하기를 참을 수가 없습니다. 저는 공순이입니다. 참을 수 없는 환경에 저항하여 파업하고 있는 저 사람들 중 한 명입니다. 보편적인 말씀을 하시는 연사 분들께 지쳤습니다. 우리는 지금 파업을 하느냐 마느냐를 정하기 위해 여기 모인 것이 아닙니까. 저는 우리가 총파업에 돌입해야 한다는 발안을 제출합니다.

군중은 열광적으로 반응했고, 투표 결과 총파업이 통과되었다. 이후 이틀간 뉴욕의 여성복 공장노동자 32,000 명 중 20,000 여명이 파업에 참여했다. 이것이 소위 2만인 봉기다. 렘리히는 앞장서서 노동자들을 끌어내고 목이 쉴 때까지 집회를 연호했다. 1910년 2월 10일까지 파업이 계속된 결과, 트라이앵글 셔트웨이스트를 제외한 모든 업체가 노조와 계약을 맺었다. 트라이앵글 셔트웨이스트는 "노동착취장"의 대명사로 불명예를 얻었는데, 이듬해인 1911년 3월 25일 미국 역사상 최악의 산재인 트라이앵글 셔츠웨이스트 공장 화재가 발생하여 공장이 전소했다. 노동자들은 공장 안에서 타죽거나 불길을 피하려고 투신해서 추락사했다. 사망자들의 시신은 예비군 훈련장에 정리되었다. 렘리히는 실종된 여사촌을 찾아 시체 사이를 헤메다가, 사촌을 찾지 못하자 미친 듯이 몸을 떨고 웃으며 울었다.
극렬한 노조 운동으로 취업 블랙리스트에 올라간 렘리히는, ILGWU의 보수적 지도부와 의견차이가 발생하자 여성선거권 운동에 대신 투신했다. 동료 운동가 로즈 슈나이더만, 폴린 뉴먼 등과 마찬가지로 렘리히는 여성선거권을 작업장 안팎 양면에서 여성의 삶을 향상시키기 위해 필수적인 수단으로 여겼다.
업자들은 표가 있다. 사장들도 표가 있다. 십장들도 표가 있다. 시찰관들도 표가 있다. 공순이만 표가 없다. 청결하고 안전한 곳에서 일할 수 있는 건물을 원한다고 공순이가 아무리 말해 보았자, 관료들은 그 말을 들어줄 필요가 없다. 공순이가 지나치게 긴 노동에 시달린다고 호소해 보았자, 역시 들어줄 필요가 없다 …… 올버니의 입법부에 앉아 있는 남자들이 사장들과 십장들과 함께 공순이들까지도 대변해 주기로 하기 전까지는, 공순이에게는 정의가 주어지지 않는다. 공정한 환경을 얻을 수 없다. 그것이 지금 노동자 여성들이 나는 표를 행사해야겠다고 말해야 하는 이유다.
하지만 렘리히나 뉴먼, 슈나이더만은 여성선거권 운동을 주도하던 중상층 여성들과 인격적으로도 정치적으로도 좁힐 수 없는 차이가 있었다. 메리 리터 비어드는 1911년 렘리히를 운동본부에 채용해 놓고 1년도 안 되어 잘라 버렸는데, 그 이유는 전혀 알려져 있지 않다.
그럼에도 렘리히는 선거권운동을 계속하여, 중상층 여성선거권 조직들에 대항하기 위한 노동계급 조직으로써 임노동자선거권동맹을 결성했다. 하지만 동맹이 노동계급 여성만 맹원으로 받아들였음에도 불구하고, 그 활동은 비노동계급 여성의 후원에 크게 의존적이었다. 또한 맹원 지지자들의 바람과 달리 임노동자선거권동맹은 미국 사회당 여성위원회가 아니라 처음에 그들이 대안으로서 대체하고자 했던 전미여성선거권협회에 가맹함으로써 한계를 드러냈다. 그렇게 임노동자선거권동맹은 흐지부지되었지만, 그럼에도 렘리히, 슈나이더만 등은 쿠퍼 유니언에서 성공적인 집회와 연설을 개최했다. 렘리히는 여성노동조합동맹(WTUL)을 만들어 여성선거권 운동을 계속했다. 한편 슈나이더만은 WTUL을 탈퇴하고 ILGWU로 돌아갔다가 몇년 뒤 WTUL로 되돌아왔다. 뉴먼 등은 사회당에 입당해 운동했다. 사회당 지도부 다수는 여성선거권 운동보다 계급투쟁 문제가 더 시급하다고 판단했지만 일단 당론으로는 여성선거권을 지지했다.
1913년, 렘리히는 조 셰이블슨(Joe Shavelson)과 결혼했고, 어빙 찰스 벨슨, 마사 셰이블슨 샤퍼, 리타 셰이블슨 마굴스를 낳았다. 노동계급만 거주하는 동네인 이스트뉴욕을 떠나 브라이턴비치로 이주한 뒤로는 일터로 돌아가지 않았고, 때때로 부업만 하면서 이후 30년을 살았다. 대신 가족을 부양하면서 가정주부들을 조직화했다. 가정주부 조직화 분야는 렘리히 이전에도 선례들이 있었다. 예컨대 1900년대 뉴욕에서 코셔 육류업자들이 폭리를 취하자 유대계 주부들이 불매동맹을 한 적이 있었고, 브루클린에서는 세입자조합이 만들어져 집세파업을 하며 강제소개에 맞섰다. 미국 공산당에 딥당한 렘리히는 공산당이 소비자 조직화를 매우 간과하고 있음을 보고 케이트 기틀로(벤저민 기틀로의 모친)과 함께 가정주부조합 조직화를 시도했다. 이 조합에서는 소비자 문제 뿐 아니라 주거문제, 교육문제도 다룰 예정이었다. 또한 1926년의 격럴한 파업 때 돈을 걷어 뉴저지주 퍼세익의 파업 노동자들에게 성금을 보내기도 했다.
1929년, 공산당에 여성위원회가 만들어지자 렘리히는 노동계급주부통일평의회(UCWCW)를 발족시켰고, 이 기구는 뉴욕시에만 거의 50개에 달하는 지회가 생겼으며 필라델피아, 시애틀, 시카고, 로스앤젤레스, 샌프란시스코, 디트로이트에도 가맹조직이 생겨났다. 공산당 당원들 중에서 회원이 모집되긴 했지만, UCWCW 자체는 공산당과 동일시되지 않았고, UCWCW의 비공산당 회원들에게 입당을 강요하지도 않았다. UCWCW는 1935년 높은 육류 가격에 저항하여 정육업체에 대한 대규모 불매동맹을 진행했으며, 기동 시위대를 조직하는 등 공격적인 시위전술로 뉴욕시에서만 4,000 개소 이상의 정육점의 문을 닫게 했다. 이 파업이 전국적으로 알려지면서 UCWCW는 유대계와 흑인계(주로 뉴욕에 많았던) 밖에서도 지지를 얻어올 수 있게 되었다.
이듬해 UCWCW는 인민전선 노선에 따라 진보여성평의회단(PWC)으로 개칭했다. 1938년 공산당은 PWC에 대한 지원을 중단하고 여성만을 대상으로 하는 책자들도 정간했다. 그럼에도 렘리히는 PWC에서 계속 활동하면서, PWC가 1940년대에 국제노동자결사단(IWO)에 가맹했을 때 지회장의 역할을 맡았다. PWC는 1948년과 1951년에도 높은 물가에 항의하여 더욱 널리 불매동맹을 진행했다. 하지만 1950년대 초에 공산당이 장악한 조직이라고 고발되면서 PWC는 붕괴하고 IWO도 1952년 뉴욕주 공권력에 의해 해산되었다.
렘리히는 엠마 라자루스 유대계여성구락부연맹에 소속되어 정치활동을 계속했다. 레드 모겐 데이비드를 위한 기금을 마련하고, 핵무기를 반대했으며, 국제연합에서 집단살해 협약을 비준하라는 운동을 벌였다. 베트남 전쟁에도 반대했고, 흑인여성민권단체 소저너스 포 트루스와 연대했다.
렘리히는 실업자평의회 활동에도 열성적이었고, 세입자 권리를 옹호하는 엠마 라자루스 평의회 설립에도 참여했다. 엠마 라자루스 평의회는 1031년 브라이턴비치에서 방세를 못 내는 이들을 쫓아내려 했을 때 강제소개를 못 하도록 연대지지자들을 모아 시위를 하고, 당국에서 빼앗아간 가구들을 돌려주는 활동을 했다.
렘리히는 끝까지 공산당의 확고한 당원으로 남았고, 로젠버그 부부의 사법살인을 맹렬히 비난했다. 1951년 렘리히가 소련에 여행을 갔다오자 미국 정부는 그의 여권을 정지시켰다. 렘리히는 1954년 의복업체 관련 일체에서 은퇴했다. 그리고 연금을 받기 위해 ILGWU와 지겨운 싸움을 벌여야 했다. 두 번째 남편이 죽은 뒤인 1960년대에 아이들과 사위, 며느리들이 사는 캘리포니아로 이사갔다. 말년에 로스앤젤레스의 유대계 노인정에 드나들면서도 노인정 직원들에게 미국통일농장노동자의 불매동맹에 참여하라고 권유하고 다녔다.